# La Petite-Boissière

La Petite-Boissière este o comună în departamentul Deux-Sèvres, Franța. În 2009 avea o populație de 647 de locuitori.